# Mike Magill
Charles Michael »Mike« Magill,  ameriški dirkač Formule 1, * 8. februar 1920, Haddonfield, New Jersey, ZDA, †31. avgust, 2006, Haddonfield, New Jersey, ZDA.
Mike Magill je pokojni ameriški dirkač, ki je med letoma 1957 in 1959 sodeloval na ameriški dirki Indianapolis 500, ki je med letoma 1950 in 1960 štela tudi za prvenstvo Formule 1. Najboljši rezultat je dosegel leta 1958, ko je zasedel sedemnajsto mesto. Umrl je leta 2006.